# 六十四卦
六十四卦（ろくじゅうしけ、ろくじゅうしか）は、占いのひとつで儒教の基本経典でもある易で用いられる基本図象。
より基本的な図象である八卦を二つ重ねたもので、それぞれの組み合わせには、一つ一つ占いの文句が付せられ、それが卦辞として書かれている。さらに各卦の6爻、一つ一つにも占いの文句が爻辞としてつけられており、『易経』には全部で64の卦辞、384の爻辞が設けられている。

## 概要
伝統的には、八卦の次に六十四卦が作り出されたとされ、また六十四卦の順番は周易上経三十卦の一覧周易下経三十四卦の一覧が用いられてきた。ところが、馬王堆帛書などの近年の出土資料から、過去に現行本とは異なる順番の六十四卦が存在したことが明らかになった。また近年の研究から、六十四卦は（八卦から作り出されたのではなく）もともと六十四卦だったのではないかと推測されるようになった。ただし、戦国時代には八卦は存在していた（清華簡『筮法』）ようである。

## 卦名
六十四卦は易経の上経に三十卦、下経に三十四卦が記載されており、各卦には固有の名前が付けられている。具体的な卦形と卦名については周易上経三十卦の一覧および周易下経三十四卦の一覧を参照。
なお、『易経』においては「乾」、「蒙」などの名称で記されているだけであり、これらを「乾為天」、「山水蒙」等と称するのは記憶の便のための呼び方である。
この場合「山水蒙」とは上の卦（外卦）が艮（山）、下の卦（内卦）が坎（水）であるのが「蒙」という意味であるが、外卦、内卦が同一の場合のみ、「乾為天」「離為火」のように称する。六十四卦は下の卦から上の卦へと分析されるのが通常であるが、この通称の場合は上から下に呼んでいる。

## 六十四卦卦名次序歌
| 乾坤屯蒙需訟師，比小畜兮履泰否； |
| 同人大有謙豫隨，蠱臨觀兮噬嗑賁； |
| 剝復無妄大畜頤，大過坎離三十備。 |
| 咸恆遯兮及大壯，晉與明夷家人睽； |
| 蹇解損益夬姤萃，升困井革鼎震繼； |
| 艮漸歸妹豐旅巽，兌渙節兮中孚至； |
| 小過既濟兼未濟，是為下經三十四。 |

- 出處：朱熹《周易本義〈卦名次序歌〉》

## 次序
また『易経』におけるこれらの並び方については、「序卦伝」を始めとして様々な解釈を生んだ。容易に気づくことは前後2卦がペアになっていることであり、中央を軸にして上下反転してできる卦（例：水雷屯と山水蒙）を前後に並べるものが56卦あり、また残りの8卦は上下反転しても同じであるため、その六爻の陰陽を反転させた卦を並べている（例：山雷頤と沢風大過）というような特徴が指摘できる。このことにより清の毛奇齢は『易経』の分編は上経三十卦、下経三十四卦と不揃いに見えるが、上下反転した2卦を1卦と数えるならば、実は18卦と18卦で同数であることを指摘した。
| 乾    | 小畜 履   | 臨 観     | 大過 |
| 坤    | 泰 否     | 噬嗑 賁   | 坎   |
| 屯 蒙 | 同人 大有 | 剥 復     | 離   |
| 需 訟 | 謙 豫     | 无妄 大畜 |      |
| 師 比 | 随 蠱     | 頤        |      |

| 咸 恒   | 損 益 | 震 艮   | 中孚      |
| 遯 大壮 | 夬 姤 | 漸 帰妹 | 小過      |
| 晋 明夷 | 萃 升 | 豊 旅   | 既済 未済 |
| 家人 睽 | 困 井 | 巽 兌   |           |
| 蹇 解   | 革 鼎 | 渙 節   |           |

## 構成表
以下の表は先天図と呼ばれるもので、北宋の邵雍の考え方に合致する六十四卦の配列法である。この図は爻の変化によって1→2→4→8→16→32→64と新しい卦が生成される様子を描いたものである。
図は右から左、下から上への順に並べられている。乾の上爻を変化させると夬が得られ、そして乾・夬の五爻を変化させると大有・大壮が得られる。さらに乾・夬・大有・大壮の四爻を変化させると小畜・需・大畜・泰が得られ8卦となる。そしてこの8卦の三爻を変化させると履から臨までの8卦が得られ、乾から臨までの16卦の二爻を変化させると、同人から復までの16卦が得られる。さらに乾から復までの32卦の初爻を変化させると姤から坤までの32卦が得られ、64卦が揃うことになる。この配列は繋辞上伝にある「太極→両儀→四象→八卦」というように卦が分裂生成する過程と合致すると考えられた。
またこの配列は円環状にも配され、乾から復までを上（南）から左まわりに下（北）まで配し、姤から坤までは上から右まわりに下まで配すことで方位を表した。南宋の朱熹はそれを「伏羲六十四卦方位図」と呼んでいる。
| ☷ 坤（地）      | ☶ 艮（山）      | ☵ 坎（水）      | ☴ 巽（風）      | ☳ 震（雷）      | ☲ 離（火）      | ☱ 兌（沢）      | ☰ 乾（天）      | ←上卦 ↓下卦 |
| --------------- | --------------- | --------------- | --------------- | --------------- | --------------- | --------------- | --------------- | ----------- |
| ☷ 02.坤為地     | ☶ ☷ 23.山地剥   | ☵ ☷ 08.水地比   | ☴ ☷ 20.風地観   | ☳ ☷ 16.雷地豫   | ☲ ☷ 35.火地晋   | ☱ ☷ 45.沢地萃   | ☰ ☷ 12.天地否   | ☷ 坤（地）  |
| ☷ ☶ 15.地山謙   | ☶ 52.艮為山     | ☵ ☶ 39.水山蹇   | ☴ ☶ 53.風山漸   | ☳ ☶ 62.雷山小過 | ☲ ☶ 56.火山旅   | ☱ ☶ 31.沢山咸   | ☰ ☶ 33.天山遯   | ☶ 艮（山）  |
| ☷ ☵ 07.地水師   | ☶ ☵ 04.山水蒙   | ☵ 29.坎為水     | ☴ ☵ 59.風水渙   | ☳ ☵ 40.雷水解   | ☲ ☵ 64.火水未済 | ☱ ☵ 47.沢水困   | ☰ ☵ 06.天水訟   | ☵ 坎（水）  |
| ☷ ☴ 46.地風升   | ☶ ☴ 18.山風蠱   | ☵ ☴ 48.水風井   | ☴ 57.巽為風     | ☳ ☴ 32.雷風恒   | ☲ ☴ 50.火風鼎   | ☱ ☴ 28.沢風大過 | ☰ ☴ 44.天風姤   | ☴ 巽（風）  |
| ☷ ☳ 24.地雷復   | ☶ ☳ 27.山雷頤   | ☵ ☳ 03.水雷屯   | ☴ ☳ 42.風雷益   | ☳ 51.震為雷     | ☲ ☳ 21.火雷噬嗑 | ☱ ☳ 17.沢雷随   | ☰ ☳ 25.天雷无妄 | ☳ 震（雷）  |
| ☷ ☲ 36.地火明夷 | ☶ ☲ 22.山火賁   | ☵ ☲ 63.水火既済 | ☴ ☲ 37.風火家人 | ☳ ☲ 55.雷火豊   | ☲ 30.離為火     | ☱ ☲ 49.沢火革   | ☰ ☲ 13.天火同人 | ☲ 離（火）  |
| ☷ ☱ 19.地沢臨   | ☶ ☱ 41.山沢損   | ☵ ☱ 60.水沢節   | ☴ ☱ 61.風沢中孚 | ☳ ☱ 54.雷沢帰妹 | ☲ ☱ 38.火沢睽   | ☱ 58.兌為沢     | ☰ ☱ 10.天沢履   | ☱ 兌（沢）  |
| ☷ ☰ 11.地天泰   | ☶ ☰ 26.山天大畜 | ☵ ☰ 05.水天需   | ☴ ☰ 09.風天小畜 | ☳ ☰ 34.雷天大壮 | ☲ ☰ 14.火天大有 | ☱ ☰ 43.沢天夬   | ☰ 01.乾為天     | ☰ 乾（天）  |

## Unicode収録表
Unicode 4.0 にて以下の64文字が易経記号ブロックとして収録された。対応フォントは「Symbola」「Quivira」「Nishiki-teki」などの記号系を多数収録したものや「Noto」「Code2000」といった多数の言語に対応したUnicodeフォント、多数の漢字を収録した「花園明朝A」などがある。
| 易経記号(Yijing Hexagram Symbols)[1] Official Unicode Consortium code chart (PDF) |   |   |   |   |   |   |   |   |   |   |   |   |   |   |   |   |
|                                                                                   | 0 | 1 | 2 | 3 | 4 | 5 | 6 | 7 | 8 | 9 | A | B | C | D | E | F |
| U+4DCx                                                                            | ䷀ | ䷁ | ䷂ | ䷃ | ䷄ | ䷅ | ䷆ | ䷇ | ䷈ | ䷉ | ䷊ | ䷋ | ䷌ | ䷍ | ䷎ | ䷏ |
| U+4DDx                                                                            | ䷐ | ䷑ | ䷒ | ䷓ | ䷔ | ䷕ | ䷖ | ䷗ | ䷘ | ䷙ | ䷚ | ䷛ | ䷜ | ䷝ | ䷞ | ䷟ |
| U+4DEx                                                                            | ䷠ | ䷡ | ䷢ | ䷣ | ䷤ | ䷥ | ䷦ | ䷧ | ䷨ | ䷩ | ䷪ | ䷫ | ䷬ | ䷭ | ䷮ | ䷯ |
| U+4DFx                                                                            | ䷰ | ䷱ | ䷲ | ䷳ | ䷴ | ䷵ | ䷶ | ䷷ | ䷸ | ䷹ | ䷺ | ䷻ | ䷼ | ䷽ | ䷾ | ䷿ |
| 備考 1.^Unicode バージョン 9.0 現在                                               |   |   |   |   |   |   |   |   |   |   |   |   |   |   |   |   |